# Waldstadion Homburg

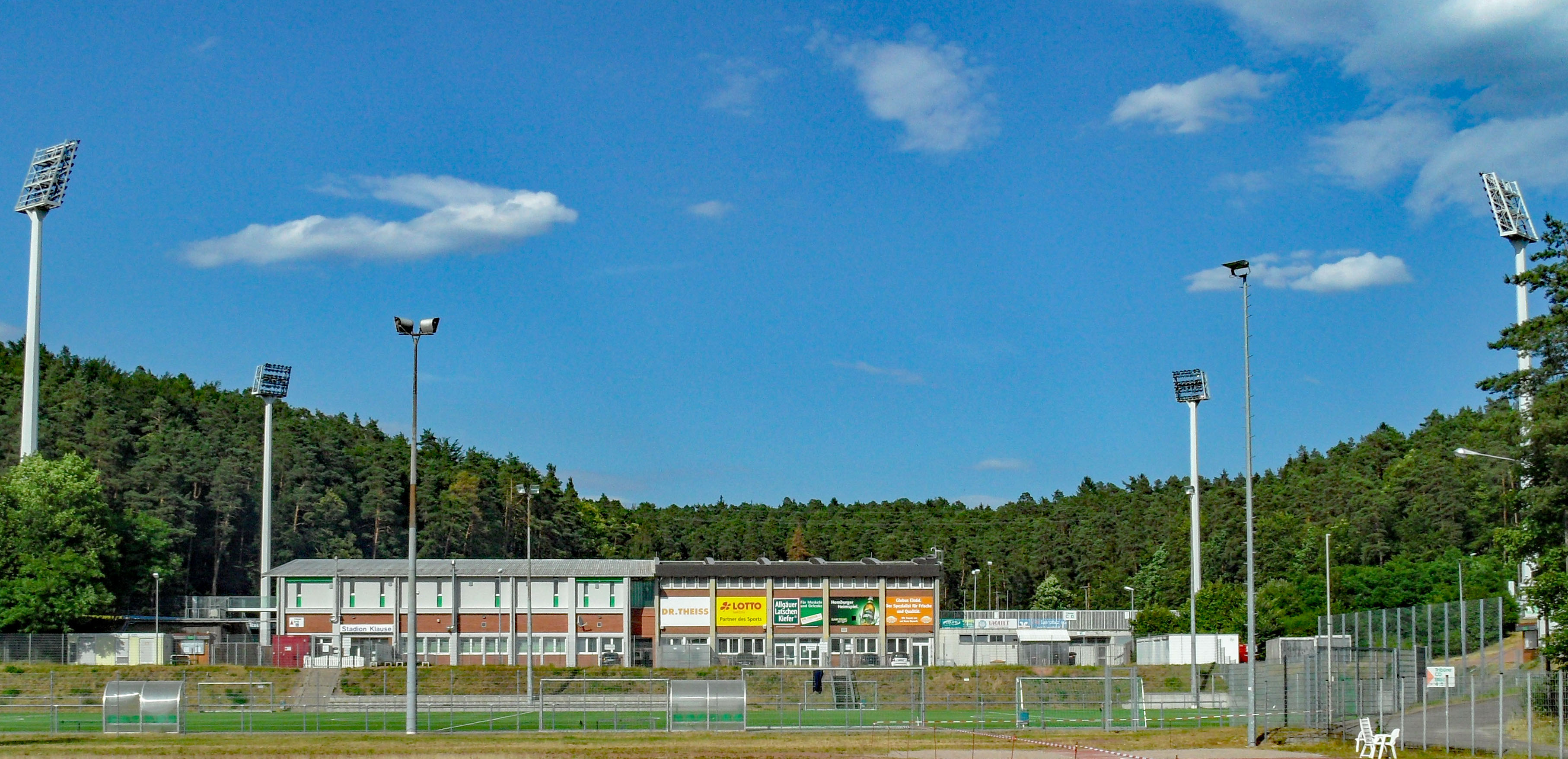
Außenansicht von Südwesten

Das Waldstadion Homburg ist ein Fußballstadion mit Leichtathletikanlage im saarländischen Homburg. Es bietet 16.488 Zuschauern Platz, davon 1.723 auf Sitzplätzen, wovon 1.345 überdacht sind. Der Hauptnutzer des Stadions ist der Fußballverein FC 08 Homburg.

## Geschichte des Stadions
Das Stadion des FC Homburg wurde am 14. und 15. August 1937 mit einem Kreissportfest, in dessen Rahmen ein Fußballspiel gegen den SSV Jahn Regensburg ausgetragen wurde, als Hauptkampfbahn eingeweiht. Die Kampfbahn sollte der Mittelpunkt eines groß angelegten Sportfeldes werden, dessen Verwirklichung sich der damalige Homburger Bürgermeister und NSDAP-Kreisleiter Jakob Knissel zum Ziel gesetzt hatte. Der Entwurf des Sportfeldes stammte vom Ludwigshafener Architekten Willy Schwilling. Zuvor hatte der heutige FC Homburg auf dem Schlossberg, dem Wahrzeichen der Stadt, gespielt.
1974 wurde das Stadion in Waldstadion umbenannt und die Zuschauerkapazität wurde mit 38.000 angegeben.
Bei den Umbaumaßnahmen 1986 wurde eine Erweiterung der Haupttribüne mit neuen Umkleideräumen und Sanitäranlagen sowie eine Sanierung der Stehränge vorgenommen. Da durch die neue Haupttribüne viele Stehplätze durch Sitzplätze ersetzt wurden verringerte sich die Kapazität auf 21.813 Zuschauer.
Des Weiteren wurden 1989 eine elektrische Anzeigetafel (mittlerweile zerstört) und 1990 eine Flutlichtanlage erstellt.
2012 wurde erneut eine elektrische Anzeigetafel installiert sowie diverse Schönheitsreparaturen vorgenommen.

## Große Sportveranstaltungen

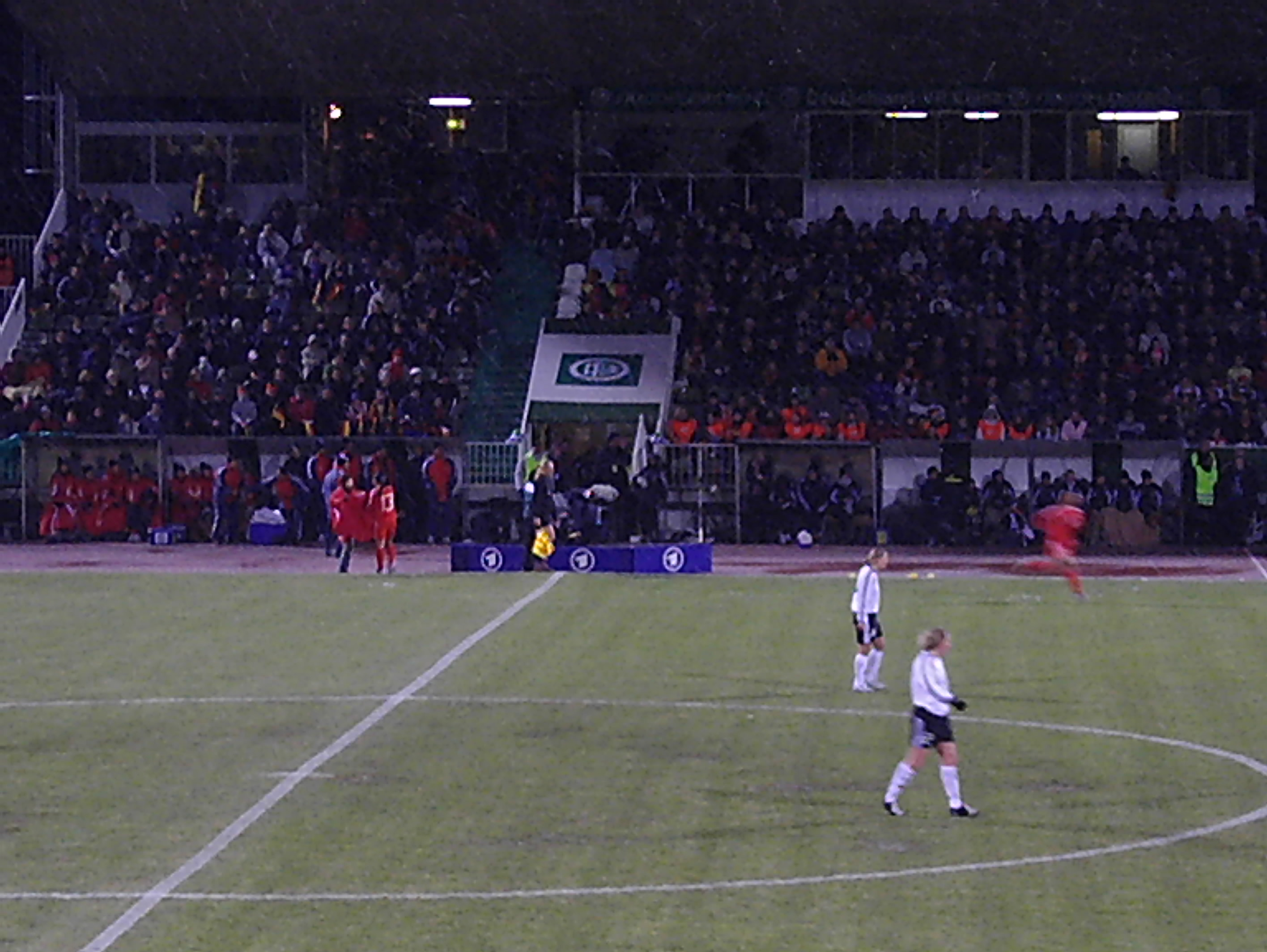
Das ausverkaufte Waldstadion während des Frauen-Länderspiels Deutschland – China am 1. März 2006

Das Stadion war am 19. November 1952 Austragungsort eines Freundschafts-Länderspiels zwischen Saarland A und Deutschland B. Dieses Spiel endete 4:3 für Deutschland B.
In den Bundesliga-Jahren des FC Homburg 1986/87, 1987/88 und 1989/90 kamen im Schnitt ca. 8.000 Zuschauer pro Spiel in das Stadion. Die meisten mit jeweils über 20.000 gegen den FC Bayern München und den 1. FC Kaiserslautern.  Damals galt die Stadt Homburg mit 43.000 Einwohnern als „kleinste Bundesligastadt“ in der Geschichte der Fußball-Bundesliga.
Am 1. März 2006 wurde vor 20.000 Zuschauern das Länderspiel der Frauennationalmannschaften von Deutschland und  China (Endstand 0:1) ausgetragen.
Bei der Fußball-Weltmeisterschaft 2006 in Deutschland war das Waldstadion Trainingsort der neben Japan und Paraguay in Homburg einquartierten italienischen Nationalmannschaft.

## Sonstiges

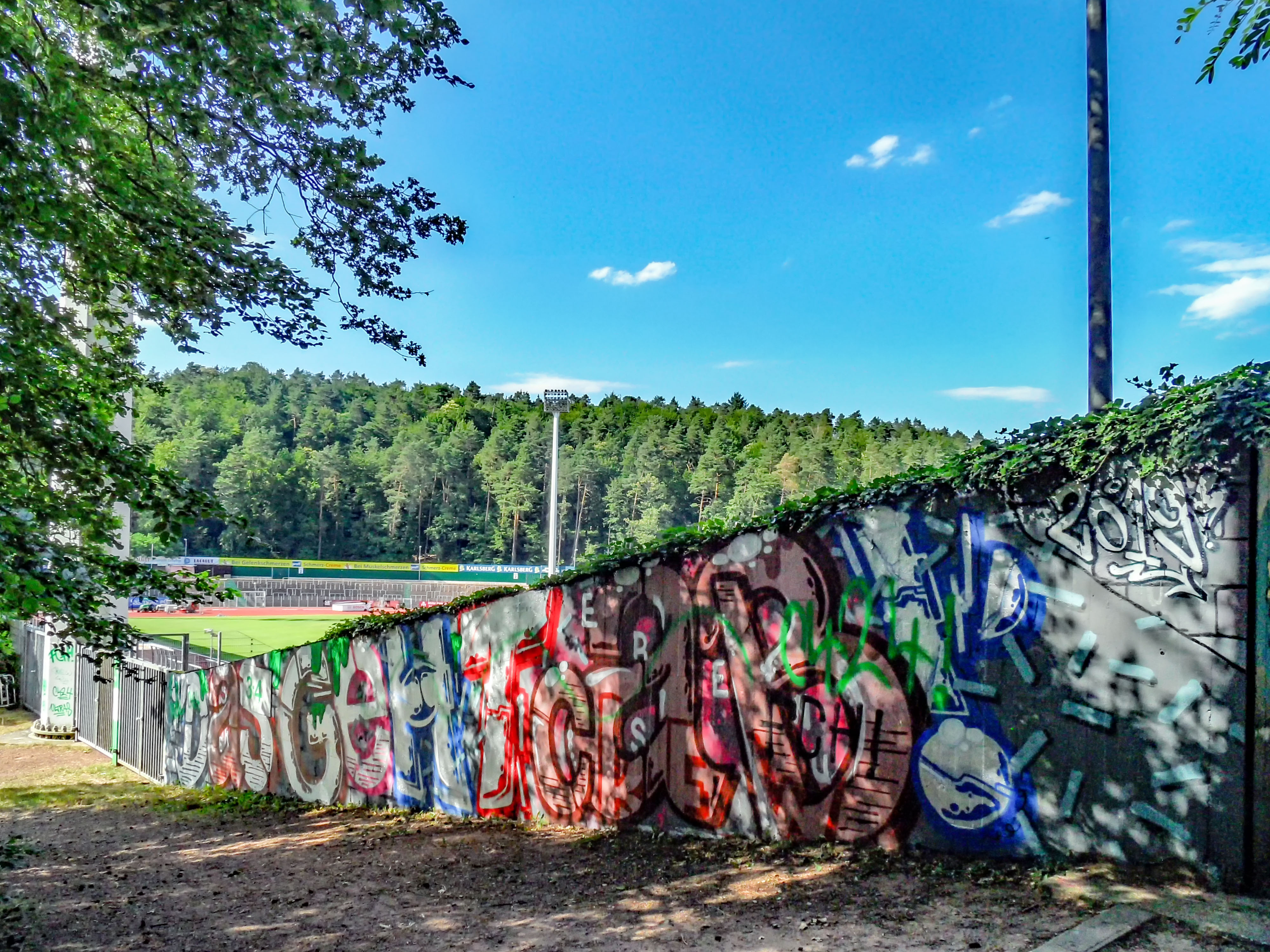
Graffitikunst-Wand am Waldstadion Homburg

Das Waldstadion belegt auf der Liste der größten Fußballstadien in Deutschland den Rang 67 (Stand: November 2023).
An der Rückseite der Stadionmauer befindet sich seit 2008 eine sogenannte „Hall of Fame“, an der Graffiti-Künstler
ihre Werke verewigen können.